# Sherlock (rivier)
De Sherlock is een rivier in de regio Pilbara in West-Australië.

## Geschiedenis
De rivier werd op 11 juli 1861 tijdens een expeditie door Francis Thomas Gregory de naam Sherlock gegeven.

## Geografie
De Sherlock ontspringt uit verscheidene bronnen op de Abydos-vlakte tussen het Mungaroona- en het Chichestergebergte. Ze stroomt in noordelijke richting, kruist de North West Coastal Highway nabij Mount Fraser, en mondt uit in Sherlock Bay en de Indische Oceaan. De monding is een door getijden gedomineerd estuarium met mangroven.
De Sherlock is een efemere rivier. Ze heeft over het geheel genomen een brede bedding. De bedding staat dikwijls droog maar er blijven verschillende permanente en semipermanente waterpoelen in achter:
- Modermeryener Pool (160m)
- Beeyounginer Pool (151m)
- Yigimining Pool (151m)
- Weedeemilegener Pool (139m)
- Yareweeree Pool (129m)
- Tadgeedener Pool (60m)
- Cullinginna Pool (53m)
- Kangan Pool (43m)
- Bottom Pool (41m)
- Coonanarrina Pool (32m)
- Rocky Pool (26m)
- Wonda Wokarena Pool (24m)

De Sherlock wordt gevoed door een aantal waterlopen uit het oostelijke deel van het nationaal park Millstream-Chichester:
- Nunyerry Creek (139m)
- Coolerin Creek (41m)
- Langwell Creek (40m)
- Bookingarra Creek (10m)